# Nyassinus lugubris
Nyassinus lugubris är en skalbaggsart som beskrevs av John Obadiah Westwood 1874. Nyassinus lugubris ingår i släktet Nyassinus och familjen Cetoniidae. Inga underarter finns listade i Catalogue of Life.